# Land Rover

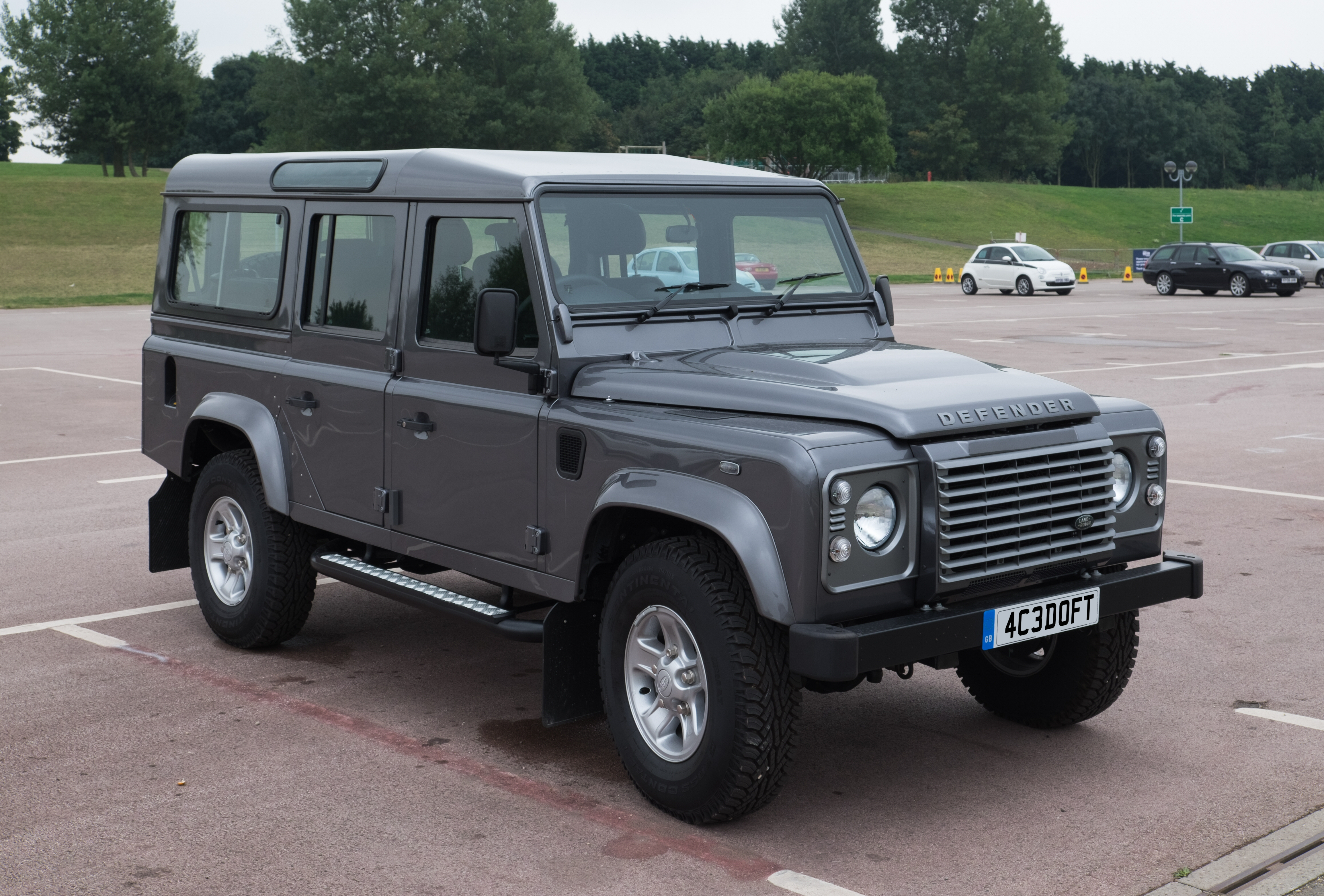
Land Rover Defender

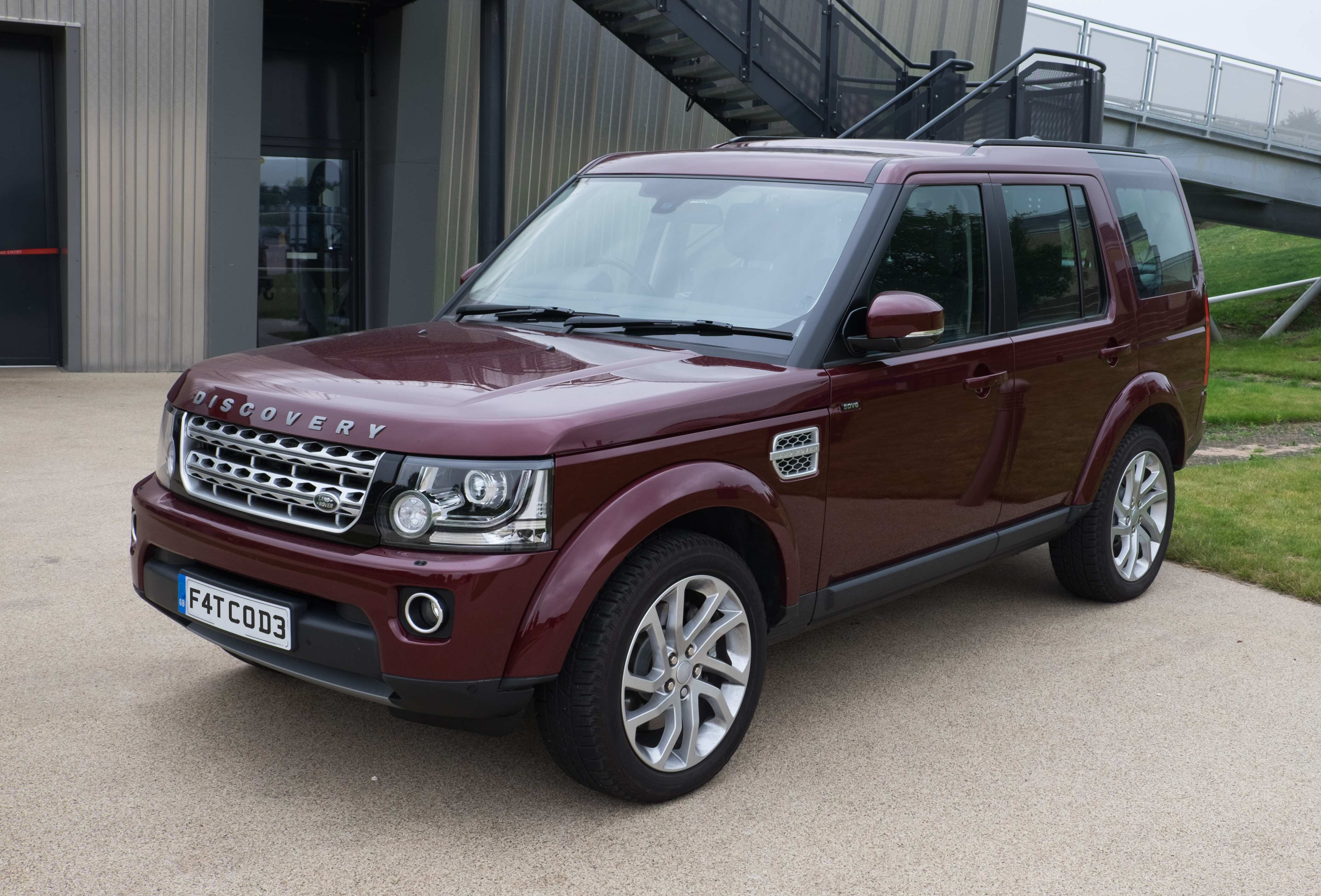
Land Rover Discovery

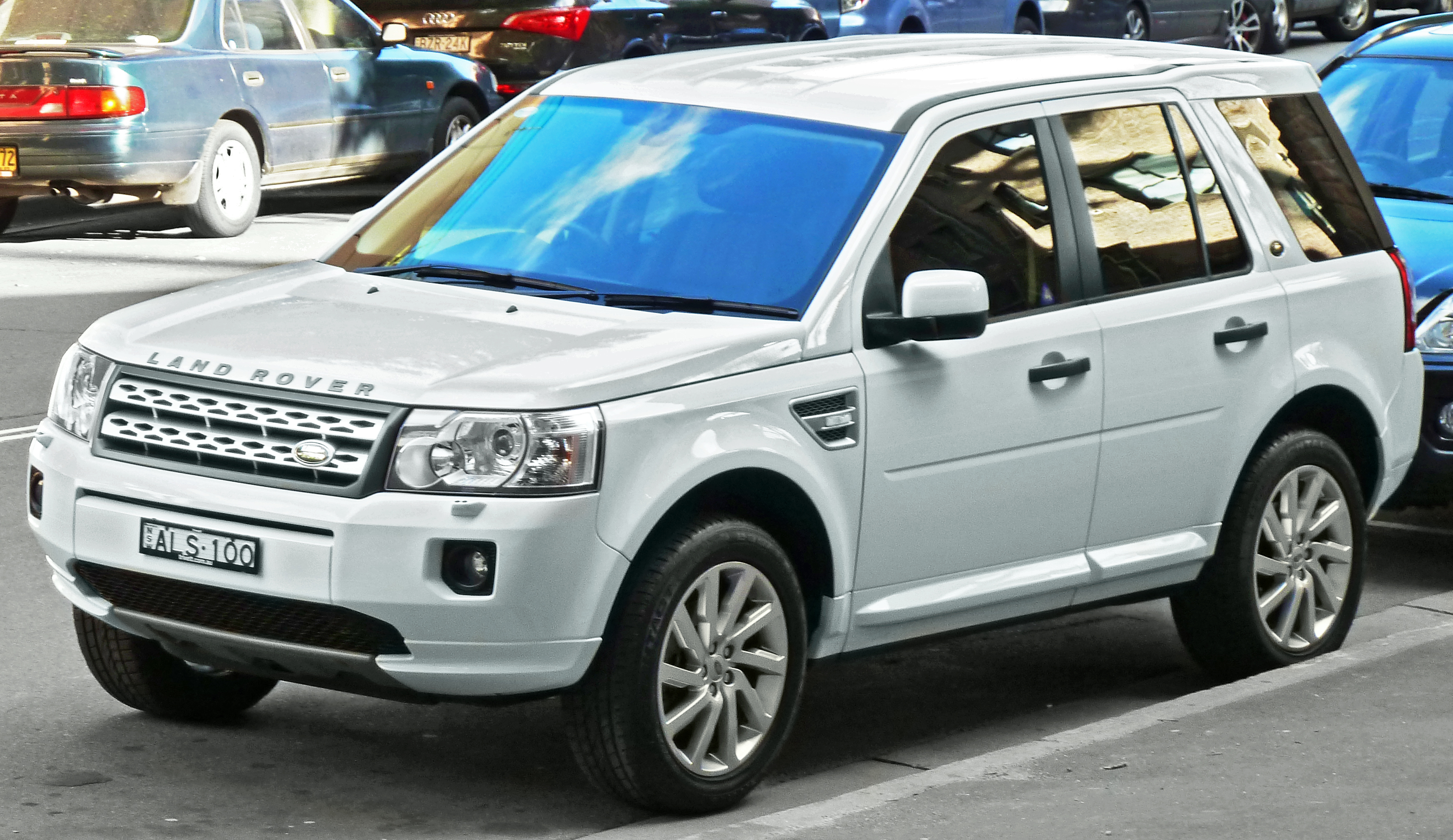
Land Rover Freelander

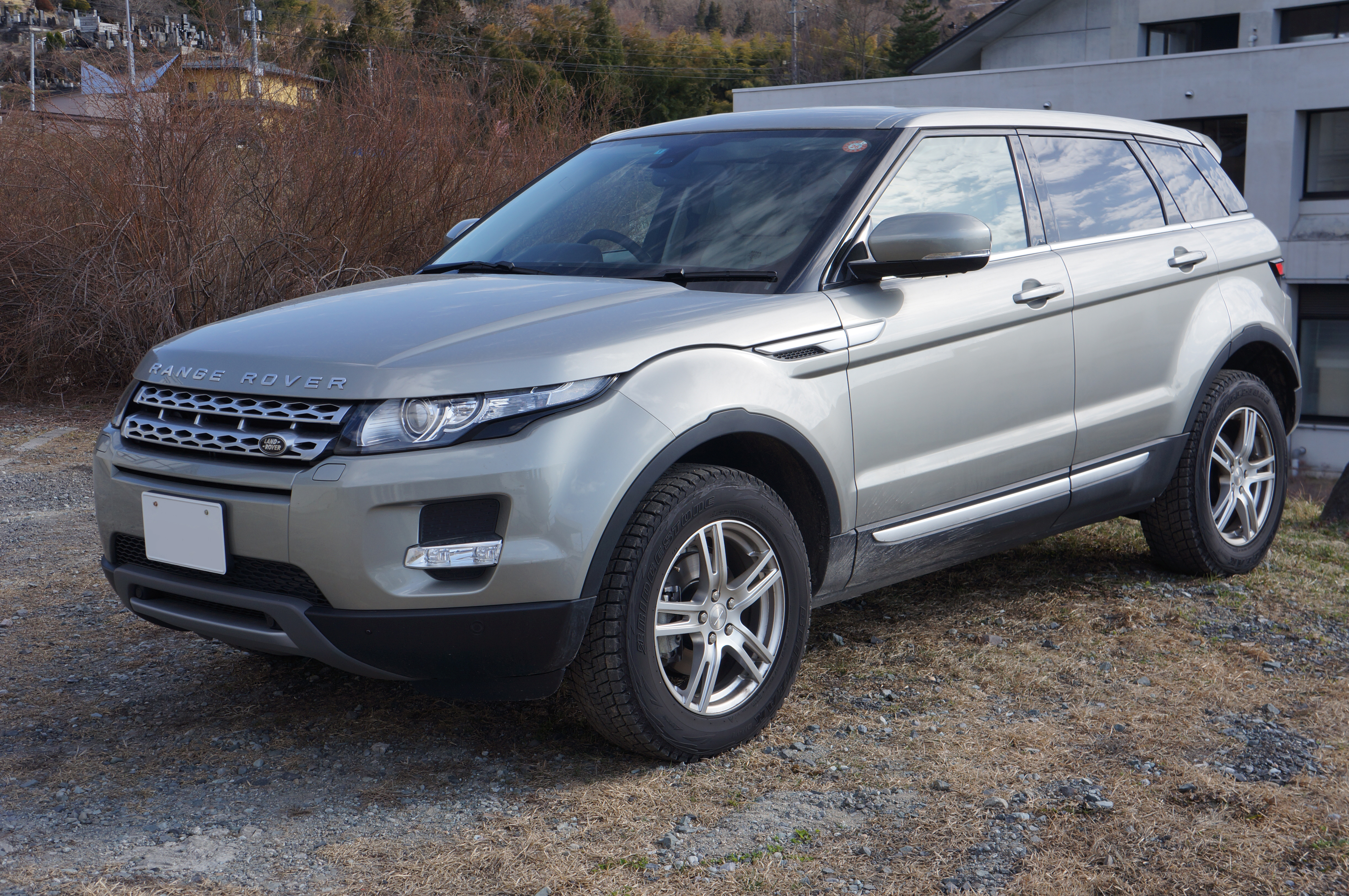
Range Rover Evoque

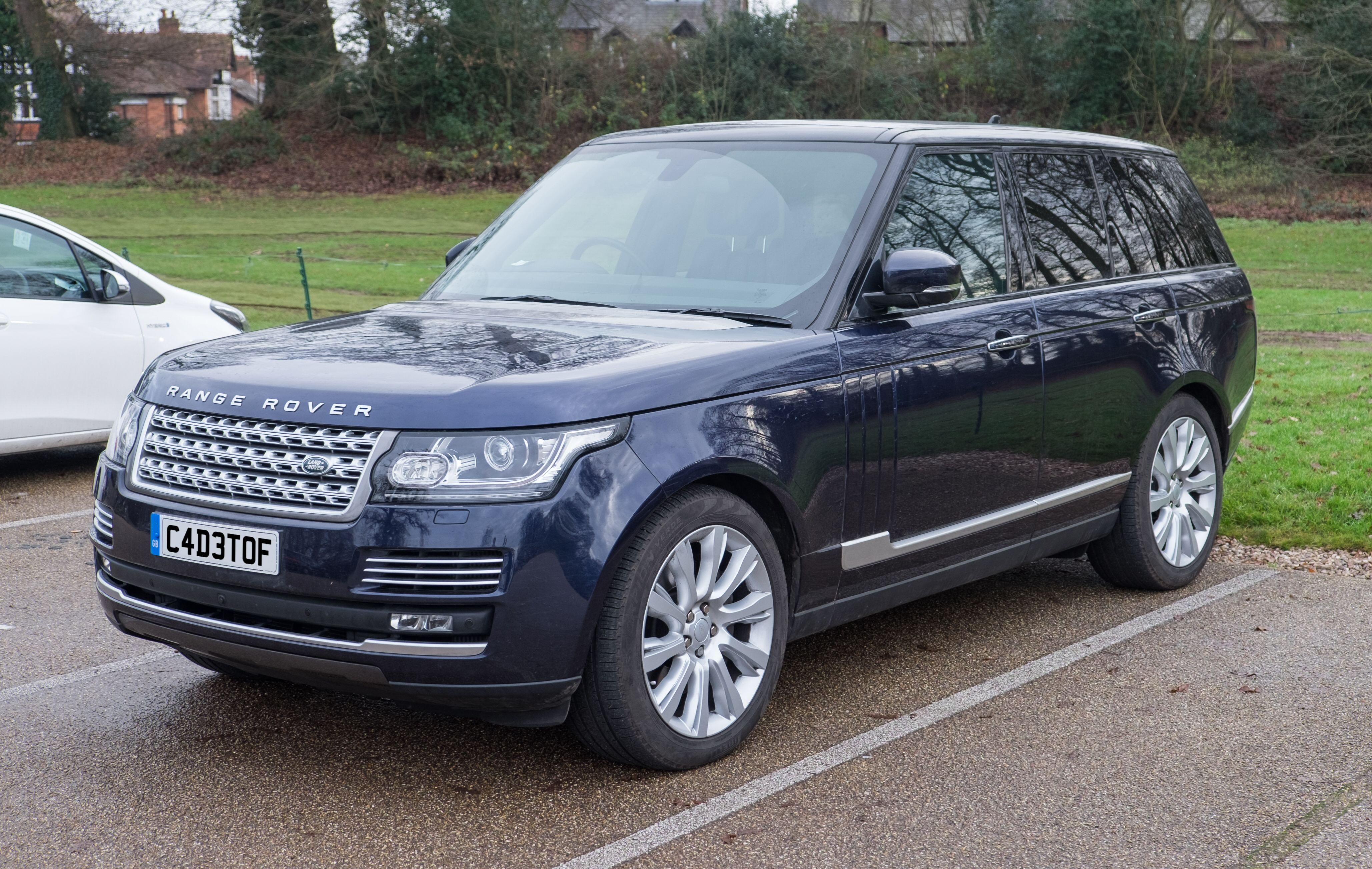
Range Rover

Land Rover – brytyjski producent samochodów osobowych, z siedzibą w Coventry, działający od 1948 roku. Należy do koncernu motoryzacyjnego Jaguar Land Rover.

## Historia
W 1948 roku wprowadzono do produkcji pierwszy model marki - Land Rover Series, produkowany do 2016 roku bez większych zmian jako model Defender. Podobnie jak amerykańskie samochody Jeep, niemieckie Mercedesy klasy G oraz radzieckie UAZ 469B, Land Rovery wykorzystuje się jako uniwersalne terenowe samochody wojskowe. Od 1970 roku firma rozpoczęła produkcję lepiej wyposażonych samochodów Range Rover.
Land Rover od 1989 roku produkuje pojazdy pod swoją marką (dawniej były to modele marki Rover). W grudniu 2000 roku koncern Ford Motor Company wykupił tę firmę od BMW. W marcu 2008 roku dobiegła końca sprzedaż Land Rovera indyjskiemu koncernowi Tata Motors.

## Modele samochodów

### Obecnie produkowane

#### Seria Land Rover
- Land Rover Discovery Sport
- Land Rover Discovery
- Land Rover Defender

#### Seria Range Rover
- Range Rover Evoque
- Range Rover Velar
- Range Rover Sport
- Range Rover

### Historyczne
- Land Rover Series (1948 - 1985)
- Land Rover Freelander (1996 - 2014)

### Historyczne pozostałe
- Land Rover 90
- Land Rover 110
- Land Rover Minerva
- Land Rover Wolf

### Pojazdy koncepcyjne
- Land Rover Discovery Vision Concept (2014)
- Land Rover LRX (2008)

### Fabryki
- Anglia:
  - Solihull
  - Halewood - produkcja modelu Range Rover Evoque